# CU (超商)
CU（韓語：씨유） (韩交所：027410) 是韓國的連鎖便利商店，目前與GS25、7-Eleven、Emart24是韓國超商的四大龍頭。

## 歷史
CU的前身是源自FamilyMart，FamilyMart早期是由做光電映像管起家的普光集團引進韓國，2012年，普光集團改名為「BGF Retail」，並決定重塑便利商店品牌，以「CU」作為新的品牌名，另以綠色與紫色作為品牌代表色；CU 是「Convenience Store for You」的縮寫，紫色「CU Purple」代表珍貴；綠色「CU Green」代表新鮮，舊Logo中的逗點象徵「日常的休息時刻」。
CU在2017年找了首爾設計工作室Plus X翻新品牌，設計師以對話框重新詮釋逗點的象徵意涵，利用「CU=See You」的諧音，將新標誌設計概念定義為「CU和顧客的對話」，延伸出「Nice to CU」、「CU Again」等標語。

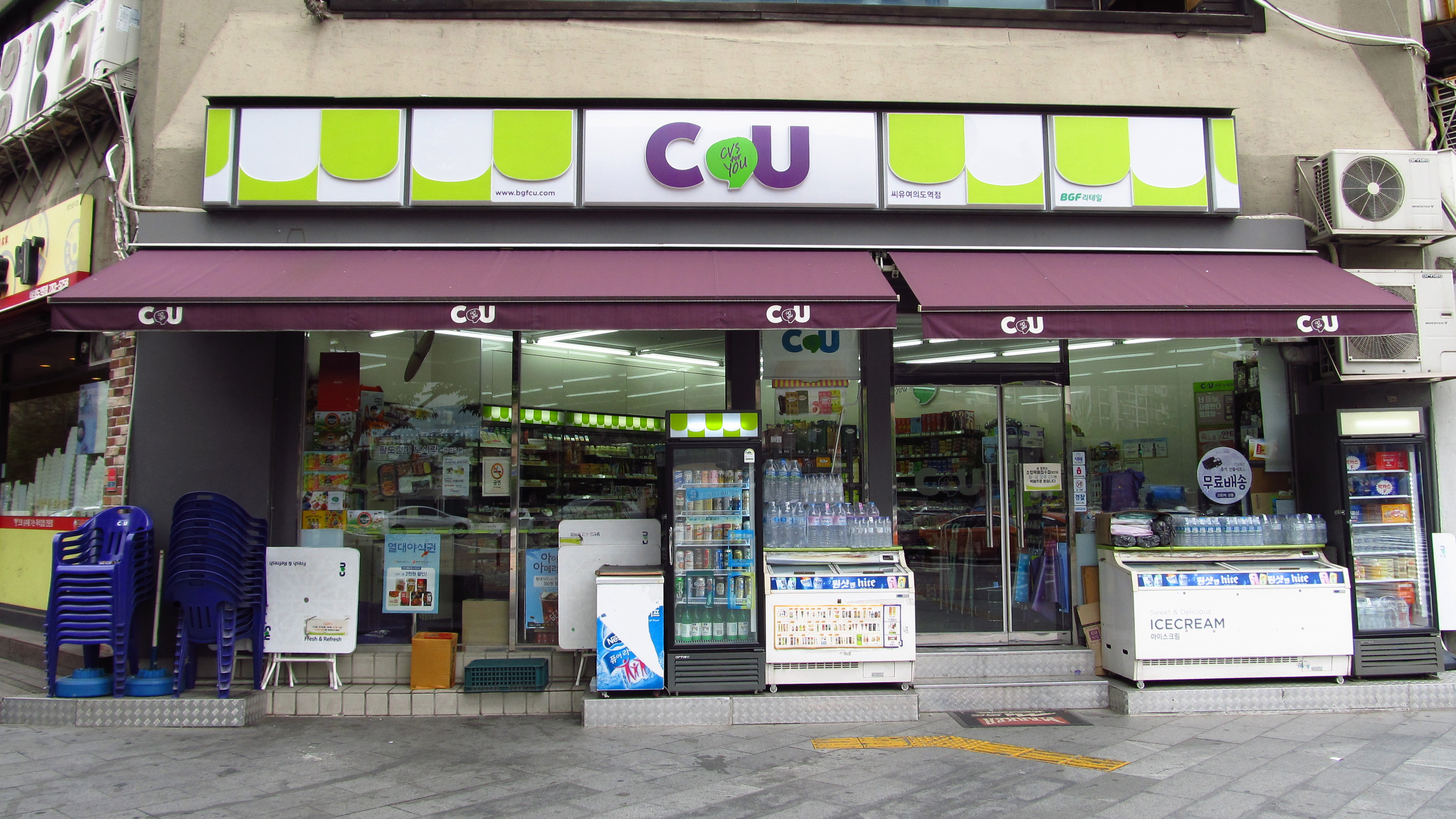
CU超商（舊標誌）
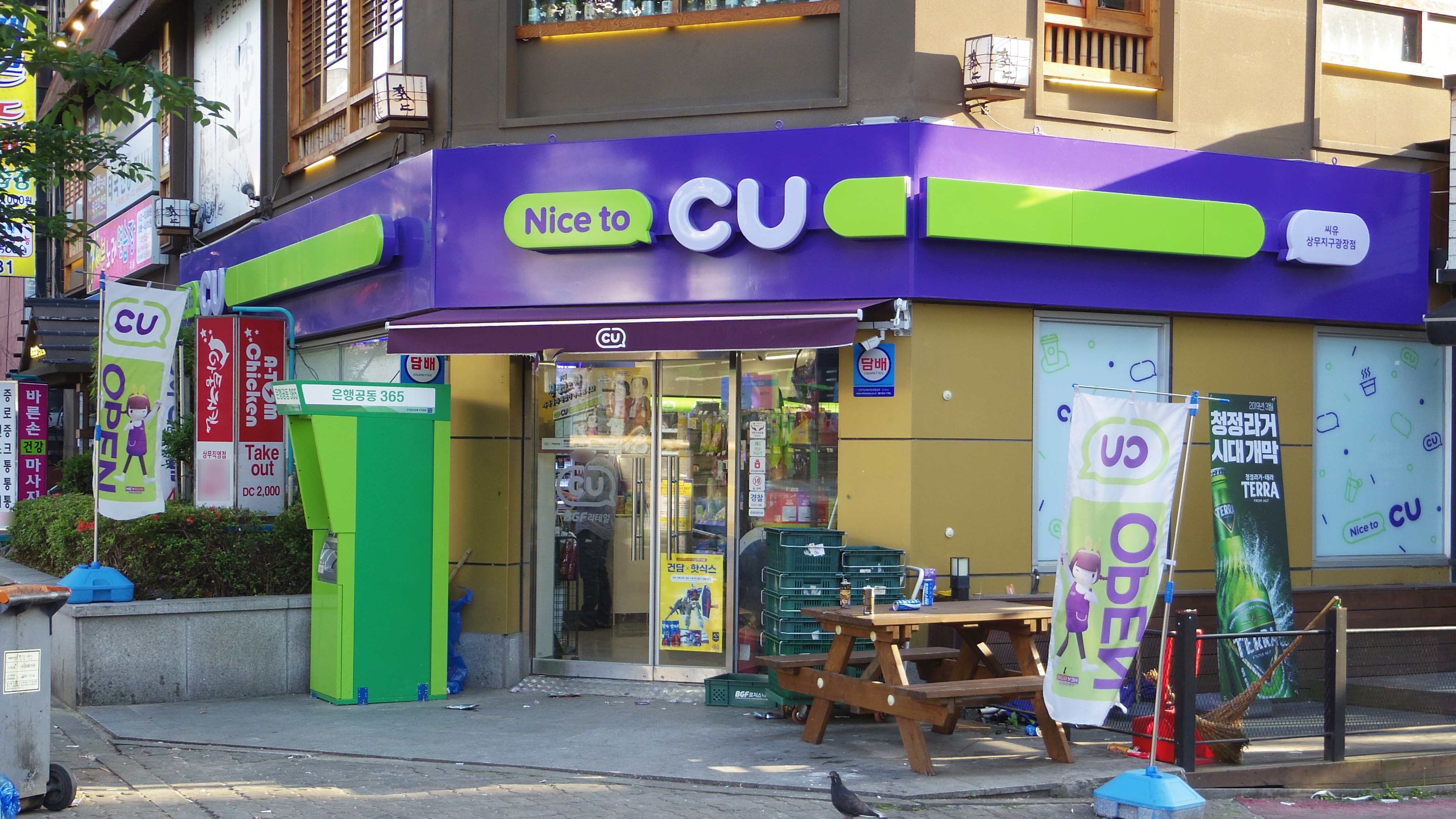
CU超商（新標誌）

## 海外拓展

### 伊朗
CU於2018年11月在伊朗德黑蘭開設了第一家外國商店。但是由於美國對伊朗的制裁，這家商店在開業一個月後結束營業。

### 蒙古
CU在蒙古烏蘭巴托開設了50家商店，BGF Retail表示將在一段時間內專注於蒙古市場。

### 馬來西亞

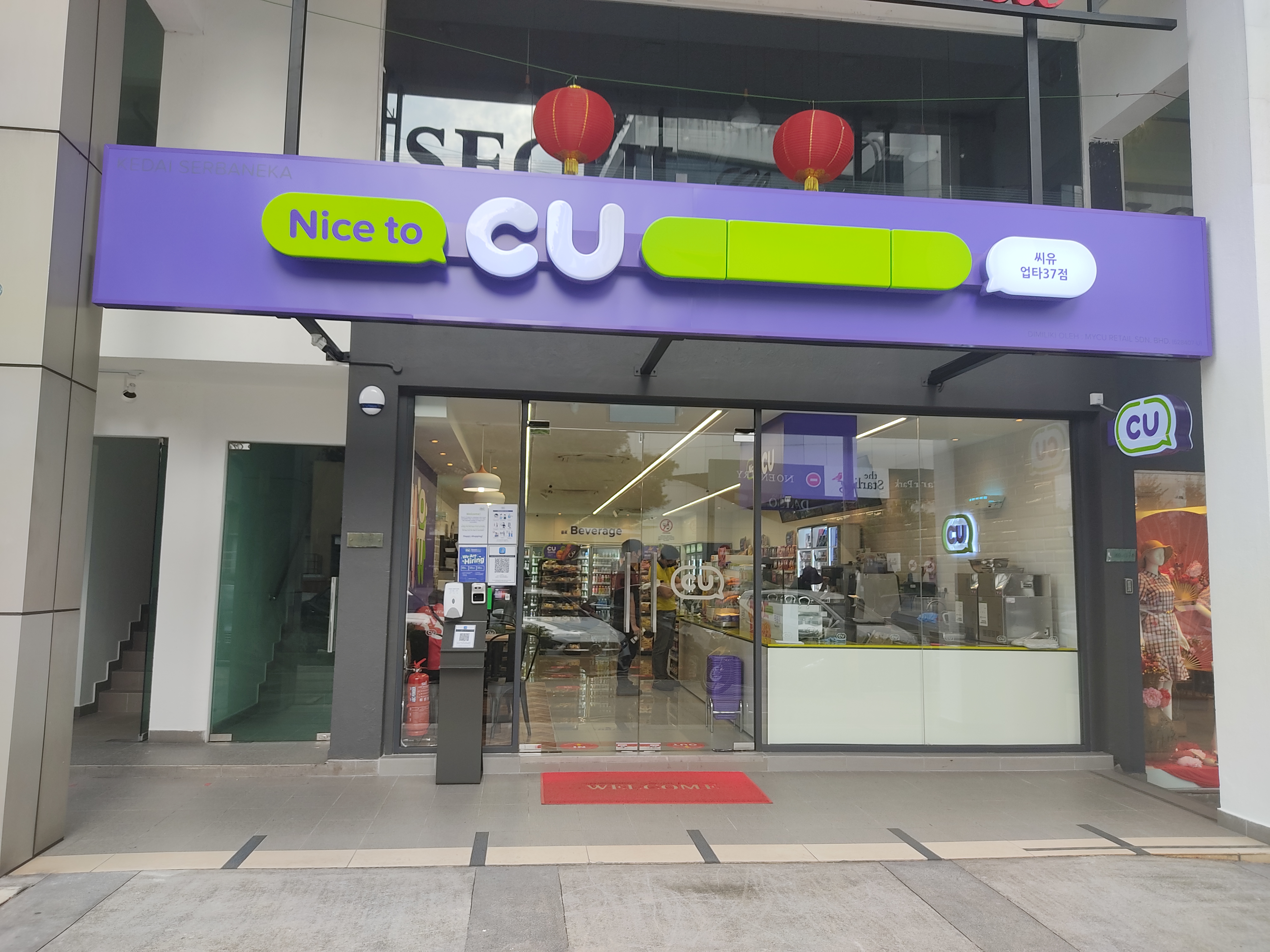
位于雪兰莪百乐镇的CU分店

2021年，CU与大馬便利店公司myNews Holdings Bhd合作，在马来西亚开设了第一家门店。公司计划在2026年時在马来西亚开设500家门店。
2021年4月1日，CU在八打灵再也白沙羅開設馬來西亞第一間分店。

## 外部連結
-  BGF Retails and CU（页面存档备份，存于）
- CU in our own FamilyMart：韓國全家便利商店的自我正名與再定位